# Luther Head
Pour les articles homonymes, voir Luther et Head.
Luther Dale Head, né le 26 novembre 1982 à Chicago dans l'Illinois (États-Unis), est un joueur américain de basket-ball. Il évolue au poste d'arrière.

## Biographie
Il joue au niveau universitaire pour les Fighting Illini de l'université de l'Illinois.
Head est drafté en juin 2005 en 24e position par les Rockets de Houston.
Il joue 80 matches lors des deux premières saisons, avec des moyennes de 10,9 points par rencontre en 2006-2007 pour environ 28 minutes jouées par match en moyenne.  Son record en carrière est de 30 points, record établi face aux Golden State Warriors. Ses autres records sont de 11 passes décisives et 10 rebonds. Il participe au rookie challenge 2007 à Las Vegas.
Le 28 février 2009, Head est licencié par les Rockets et le 4 mars par le Heat.